# Δ-辛内酯
δ-辛内酯（英語：δ-Octalactone）是一种有机化合物，分子式C8H14O2，可看做5-羟基辛酸（δ-羟基辛酸）脱水形成的内酯，有桃、椰、可可豆的芳香味。